# My Way (película)
My Way (en coreano: 마이 웨이; RR: Mai Wei) es una película de drama bélico surcoreana de 2011, dirigida por Kang Je-gyu, protagonizada por Jang Dong-gun junto con el actor japonés Joe Odagiri y la actriz china Fan Bingbing.
Esta película está basada en la historia de un coreano llamado Yang Kyoungjong que fue capturado por los estadounidenses en el desembarco de Normandía. Yang Kyoungjong fue reclutado en el Ejército Imperial Japonés, el Ejército Rojo y la Wehrmacht.

## Argumento
Corre el año 1928 en Gyeong-seong (actual Seúl), Corea. El joven Kim Jun-shik (Shin Sang-yeob), su padre (Chun Ho-jin) y su hermana Eun-soo (Lee Yeon-hee) trabajan en la granja de la familia Hasegawa (Shiro Sano, Kumi Nakamura) en la Corea ocupada por Japón. Tanto Jun-shik como el joven Tatsuo Hasegawa (Sung Yoo-bin) están interesados en correr; para cuando son adolescentes (Do Ji-han, Yukichi Kobayashi), se han convertido en feroces competidores. El abuelo de Tatsuo (Isao Natsuyagi) muere en un atentado perpetrado con una bomba perteneciente a un luchador por la libertad de Corea, y posteriormente un corredor coreano, Sohn Kee-chung (Yoon Hee-won), gana una carrera de maratón contra competidores japoneses, lo que inflama aún más las tensiones coreano-japonesas.
En mayo de 1938, Jun-shik (Jang Dong-gun) trabajaba como corredor de calesas. En ese momento, a los coreanos se les ha prohibido participar en eventos deportivos, y Tatsuo (Joe Odagiri), ahora un feroz nacionalista japonés, ha jurado que un coreano nunca volverá a ganar una carrera. A pesar de que ha sido aceptado por un colegio de médicos en Berlín, Tatsuo decide quedarse en Corea para correr en las pruebas de Japón para el maratón. Sohn respalda en secreto a Jun-shik y este último gana la carrera, aunque a Tatsuo se le otorga la medalla cuando Jun-shik es descalificado por supuestamente hacer trampa; un disturbio por los espectadores coreanos sobreviene. Como castigo, los que iniciaron los disturbios fueron reclutados por la fuerza en el ejército japonés, incluidos Jun-shik y su amigo Lee Jong-dae (Kim In-kwon), quien está enamorado de Eun-soo.
En julio de 1939, se encuentran, junto con otros 100 coreanos, en la batalla en Nomonhan, en la frontera de Mongolia, donde se encuentra una francotiradora china, Shirai (Fan Bingbing), vengando las muertes de su familia a manos de los japoneses. Capturados y torturados, Tatsuo, ahora coronel, llega y toma el mando, obligando al comandante existente (que es mucho más justo con los coreanos), Takakura (高倉; Shingo Tsurumi), un cometer seppuku. Después de unirnos a un escuadrón suicida organizado por Tatsuo para luchar contra los soviéticos, Jun-shik es encarcelado con Shirai, pero se escapa con ella, Jong-dae y otros dos amigos al río Khalkhin. Jun-shik, al ver los tanques en el horizonte, intenta volver a la base para el anuncio a las fuerzas japonesas. Durante su regreso, es atacado por un I-16 Ishak soviético, y es salvado por Shirai, quien muere después de derribar el avión. Jun-shik vuelve a la base para el anuncio a las fuerzas japonesas que se presentan como un ataque de tanques soviéticos es una gran escalada, pero no se ha dicho en ningún momento. Durante la batalla de un solo lado, un proyecto de un tanque de exploración cerca de Tatsuo y Jun-shik, dejándolos inconscientes.
En febrero de 1940, Jun-shik y Tatsuo acaban en el campo de prisioneros de Kungursk, al norte de Perm, en la Unión Soviética, donde conviven juntos coreanos y japoneses. Bajo el nombre de Anton, Jong-dae se ha convertido en un líder de la unidad de trabajo y ayuda a sus amigos coreanos, mientras abusa de los japoneses, aunque queda claro que la lealtad máxima de Jong-dae ahora reside en la URSS. Jun-shik humilla a Tatsuo en una pelea sancionada, pero entonces Jun-shik de repente se niega a matar a Tatsuo, y ambos son castigados juntos. Más tarde, un accidente de trabajo incita a un motín, que casi lleva a la ejecución de Tatsuo y Jun-shik por un pelotón de fusilamiento, cuando llegan noticias de que Alemania ha declarado la guerra a la Unión Soviética. Los soviéticos reclutan inmediatamente a los prisioneros de guerra, disparando a aquellos que se niegan o son demasiado lentos para ponerse el uniforme del Ejército Rojo. Jong-dae se ofrece voluntariamente a Jun-shik y Tatsuo, aún atados a las estacas, al Ejército Rojo, salvando sus vidas. Todos pelean en una sangrienta batalla contra el ejército alemán en Dedovsk en diciembre de 1941. Jong-dae muere mientras lleva a los soviéticos a la batalla, pero Tatsuo y Jun-shik logran sobrevivir. Jun-shik convence a Tatsuo de ponerse ropa militar alemana tomada de cuerpos y viajar por las montañas a territorio alemán. Mientras viajan, se hace evidente que Tatsuo ha sido herido. Llegan a una aldea abandonada donde Jun-shik sale a buscar medicina para dársela a Tatsuo. Durante su búsqueda, Jun-shik es encontrado por soldados alemanes, quienes, incapaces de entenderlo, lo capturan. Mientras tanto, el Tatsuo moribundo es encontrado por soldados que registran la casa en la que fue colocado.
Tres años después, Tatsuo forma parte del ejército alemán. Se encuentra en las playas de Normandía, Francia, justo antes de la invasión aliada del Día D. Mientras el ejército fortifica las playas, Tatsuo ve a un hombre corriendo en la playa. Él lo alcanza y ve que es Jun-shik. Es evidente que no se han visto desde su captura por los alemanes. Deciden huir de Normandía para tomar un barco en Cherburgo, se rumorea que saldrán del teatro de manera segura y finalmente regresarán a Corea. Mientras intentan partir, comienza el Desembarco de Normandía. Jun-shik y Tatsuo están encerrados en un fortín de ametralladora por un oficial alemán. Los dos obligan a abrir la puerta y emerger a una escena de caos, con los soldados estadounidenses invadiendo la playa. Corren tierra adentro, pero Jun-shik está herido por un fragmento de bomba en el pecho y sangra profusamente. Al darse cuenta de que se acercaban paracaidistas estadounidenses, un Jun-shik moribundo reemplaza a la fuerza las etiquetas de identificación de Tatsuo por las suyas; diciéndole a Tatsuo que "ahora es Jun-shik". De lo contrario, dado que Tatsuo es japonés y considerado un enemigo jurado de los estadounidenses, podría ser asesinado en el acto. Poco después, Jun-Shik muere y Tatsuo llora en voz alta mientras los estadounidenses se acercan. Tatsuo es visto más tarde corriendo hacia el final en los juegos olímpicos de 1948 como "Jun-Shik Kim", y termina con un flashback de su primer encuentro en Gyeong. a lo largo Luego dice que cuando se encontró con Jun-Shik cuando era niño, estaba secretamente feliz de haber encontrado a alguien que podría ser su compañero de fórmula.

## Reparto
- Jang Dong-gun como Kim Joon-shik.[4]
  - Do Ji-han como Jun-shik (joven).
- Joe Odagiri como Tatsuo Hasegawa (長谷川 辰雄 Hasegawa Tatsuo).
  - Sung Yu-bin como Tatsuo (de joven).
- Fan Bingbing como Shirai.
- Kim Hee-won como Choon-bok.
- Kim In-kwon como Lee Jong-dae.
- Lee Yeon-hee como Kim Eun-soo.
- Yoon Hee-won como Sohn Kee-chung.
- Chun Ho-jin como padre de Kim Joon-shik.
- Isao Natsuyagi como abuelo de Tatsuo.
- Kim Si-hoo como Tsukamoto.[5]

## Recepción
A pesar de su elevado presupuesto (30 000 millones de wones, uno de los más altos en la historia del cine surcoreano), My Way recibió una respuesta tibia por parte del público. El director Kang Je-gyu se atribuyó el fracaso a sí mismo y añadió que el tema de la película probablemente no era atractivo para el espectador.